# Bracon trigonalis
Bracon trigonalis är en stekelart som beskrevs av Gyöö Viktor Szépligeti 1908. Bracon trigonalis ingår i släktet Bracon och familjen bracksteklar. Inga underarter finns listade.